# Roberta Flack

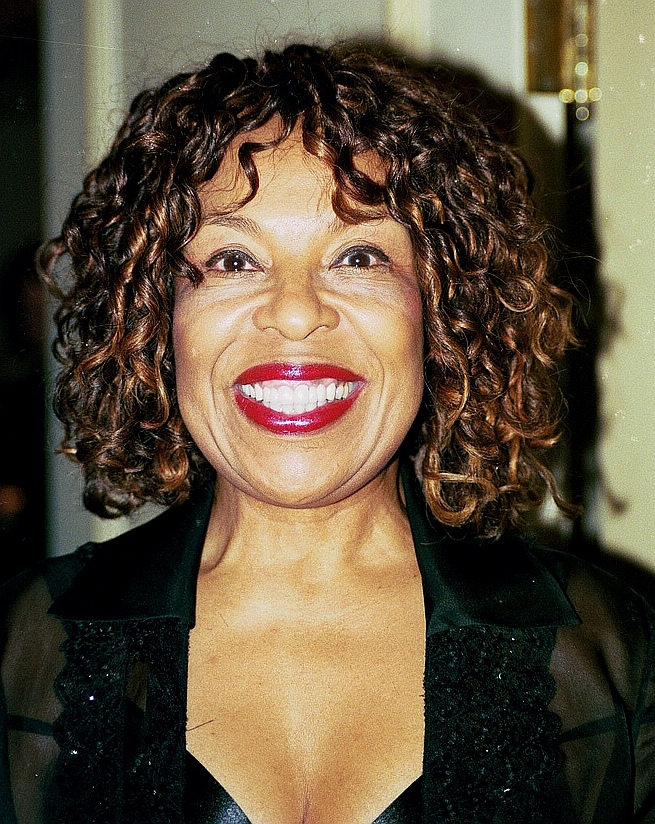
Roberta Flack, 2002.

Roberta Flack, född 10 februari 1937 i Black Mountain i Buncombe County, North Carolina, död 24 februari 2025 i New York, var en amerikansk sångerska. Hon hade under 1970-talet stora framgångar på hitlistorna med låtar som "The First Time Ever I Saw Your Face", "Killing Me Softly With His Song" och "Feel Like Makin' Love".
Flack var den första artisten att vinna Grammy Award för årets skiva på två år i rad: "The First Time Ever I Saw Your Face" vann 1973 och "Killing Me Softly with His Song" vann 1974 .

## Biografi
Flack föddes i Black Mountain i Buncombe County, North Carolina men växte upp i Arlington County, Virginia.

### Hälsa
När Flack den 20 april 2018 framträdde på scenen på Apollo Theatre för Jazz Foundation of America, blev hon sjuk, varpå hon lämnade scenen och fördes till Harlem Hospital Center. I ett uttalande meddelade hennes chef att Flack hade drabbats av en stroke några år tidigare och fortfarande inte mådde bra, men "mådde bra" och hölls kvar över natten för medicinsk observation.
I november 2022 uppdagades att Flack fått diagnosen amyotrofisk lateralskleros (ALS) och att hon inte längre kunde sjunga. På morgonen den 24 februari 2025 avled hon, 88 år gammal.

## Diskografi
- 1969 – First Take
- 1970 – Chapter Two
- 1971 – Quiet Fire
- 1972 – Roberta Flack & Donny Hathaway
- 1973 – Killing Me Softly With His Song
- 1975 – Feel Like Makin' Love
- 1977 – Blue Lights in the Basement
- 1978 – Roberta Flack
- 1980 – Featuring Donny Hathaway
- 1980 – Live & More (med Peabo Bryson)
- 1982 – I'm the One
- 1983 – Born to Love (med Peabo Bryson)
- 1988 – Oasis
- 1991 – Set the Night to Music
- 1995 – Roberta
- 1997 – The Christmas Album
- 2001 – Holiday